# 三笠·阿克曼
（Mikasa Akkāman，也译作米卡莎·阿卡曼或米卡莎·阿加曼）是谏山创的漫画作品《进击的巨人》及其衍生作品中的虚构角色。三笠的父母在一起绑架案中遇害，此后她与主角艾伦·耶格尔及其家人一起生活。被称为巨人的巨型生物入侵了他们的家乡，并吃掉了艾伦的母亲，三笠和艾伦成为了训练兵，毕业后加入调查兵团。这支部队由精锐士兵组成，他们在城墙外与巨人作战，并研究巨人的生理学，想要借此探求巨人的真相。然而，三笠战斗的主要原因是她对艾伦的爱。
三笠的原型是谏山创在成为漫画家之前遇到的一位真实存在的女性，虚构角色继承了原型人物作为亚洲人的属性，在《进击的巨人》大多数西方特征的角色中显得与众不同。三笠以一名杰出的女军人的形象广受好评，作为漫画角色和动画角色获得多个奖项。虽然她是个冷静的角色，但是她在艾伦面前也会展示迷人的一面，让一些评论家感到惊讶。三笠的日语配音员为石川由依，英语配音员为特里娜·西村。媒体对石川和西村两位配音员的演绎赞赏有加，两位配音员也很惊讶于自己配音的角色如此受欢迎。

## 角色设计

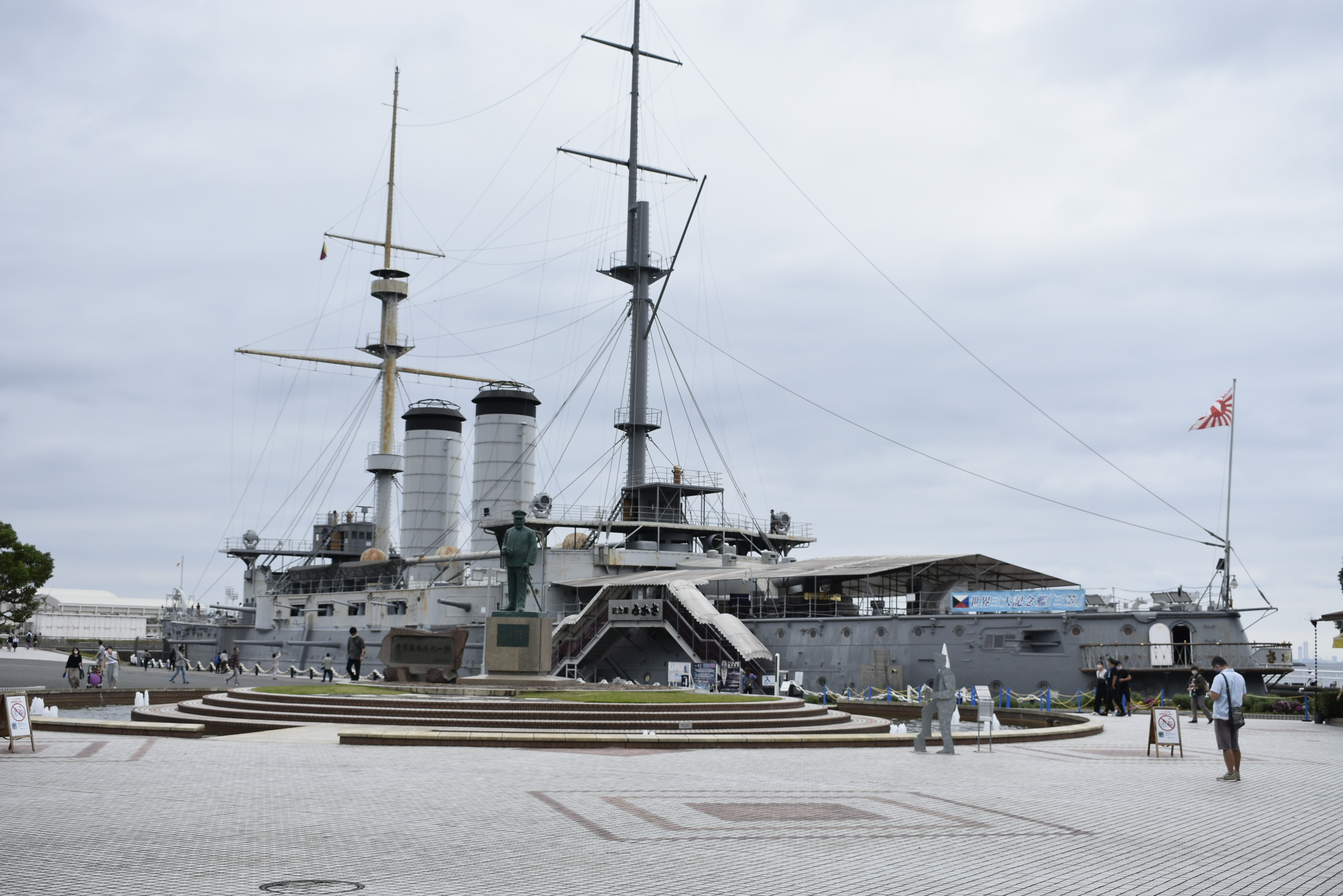
三笠号战舰是三笠·阿克曼名字的来源。

三笠的角色原型是谏山创刚刚到东京时兼职遇到的一位女顾客，谏山创认为她在深夜用围巾遮住脸的样子很可爱，因此构思出了三笠的第一张草图。谏山创确信这位原型人物是亚洲人，并且他让三笠继承了这个特征。而作品中大多数人物为西方背景，三笠因此而显得与众不同。谏山创表示三笠、利威尔和肯尼都是阿克曼一族的成员，但是他们保护重要的人并不是因为血统，而是因为天性。
谏山创称，三笠的角色设计受到了中的角色卡思嘉影响。谏山创指出，在大多数作品中，女主角的作用通常是激励男人，然而，他不太喜欢这种思维方式，因为这会令人误解三笠在故事中成为女强人的原因。在现实中，男性和女性的骨骼结构和肌肉数量存在差异，导致两性的体能存在差距；但是，谏山创认为如果漫画在这一点上与现实世界相同，就会无趣了。对于主人公艾伦·耶格尔来说，三笠的存在更像是一位母亲，而不是恋人。谏山创称，艾伦并未寻求与三笠建立关系，而是希望自己独立自主，但在他创作的漫画最后一话中，艾伦向阿尔敏承认自己实际上深爱着三笠。[ch. 139]

### 名称
諫山創表示，本角色命名的靈感來自於日俄戰爭時日本海军的戰艦“號”，但在原作中書寫為片假名而非日语汉字。[vol. 1]台灣東立出版社正版漫画採用音譯「米卡莎」，[vol. 1]中國大陸爱奇艺版动画译作「三笠」。三笠的姓氏阿卡曼（或譯為阿克曼）则来自德语"Ackermann"及意第绪语"Ackerman"，意为「田间劳作的人」，有趣的是阿卡曼恰好也與“惡魔”的日文同音，米卡莎、里維和肯尼三人同為最後僅存的少數阿卡曼一族，而米卡莎為阿卡曼族與東洋族的混血；在艾爾迪亞帝國時期，阿卡曼一族是帝國的重要戰力，也負責保護王族的任務，但舉國遷往帕拉迪島的第145代弗利茲王，計畫是打造沒有戰爭、與世隔絕的淨土，所以阿卡曼族不再獲得重視，且因阿卡曼族和東洋族不受始祖巨人的能力影響，無法被消除記憶，也不會變身為無垢巨人，成為反抗佛利茲王的潛在威脅，導致後來被政府追殺迫害，也遭受艾爾迪亞人的排斥，兩族在島上的人數都幾近滅亡。

### 配音
三笠的日语配音员为石川由依，[GB p. 20]英语则为特里娜·西村。
石川认为，三笠最关心的是艾伦，与外界保持着一定距离。石川说：“虽然她看起来像是一个情感匮乏的角色，但实际上她内心中有着丰沛的感情。”[GB p. 20]在被告知要参加动画试镜之前，石川由依还未读过漫画。在阅读后，石川被三笠身上的谜团和她的成长过程所吸引。当三笠在动画第二季向艾伦表白自己的感情时，石川指出艾伦并没有对她做出类似的回应，但两人未来仍有机会成为情侣。
特里娜·西村从她的哥哥那里了解到这部动画并对其产生兴趣。西村称，在试镜时感觉很有压力，她也很惊讶这个角色如此受欢迎。她经常听石川的日语配音，以加深对三笠形象的理解。为免影响自己的工作，西村避免在配音过程中阅读漫画。西村也很喜欢三笠对艾伦的告白，因为她能在这个黑暗的场景中为艾伦提供慰藉。

## 登场

### 进击的巨人
三笠是本作的女主角，是男主角艾伦的青梅竹马，生活在被三道围墙包围的世界内。她的父母在一起绑架案中被人贩子杀害后，三笠前往希干希娜区的耶格尔家生活。[ch. 6]她对于照顾她的耶格尔夫妇及拯救了她的生命并送给了她一条温暖的围巾的艾伦怀有强烈的感激之情。在绑架案发生之前，她是一个开朗、外向、温柔的孩子，但是父母死后，她意识到了世界的残酷，失去了纯真，变得安静和孤僻。除了艾伦等少数几个朋友之外，她很少对外表达自己的感情。[GB p. 36]在巨人入侵希干希娜区后，艾伦的母亲被巨人吃掉，艾伦的父亲失踪，三笠和艾伦沦为难民。[ch. 1]为了保护艾伦，她跟随艾伦参军，以第一名的成绩作为训练兵毕业并加入調查兵團，[vol. 1, 2]被認為是百年難得一見的天才，一人的表現就足以抵過100名士兵。[vol. 3, 4]
后续的故事揭露了三笠的身份，她是一名混血兒，其父為阿卡曼一族的分支，该家族最初是为了保护艾尔迪亚的国王而经过了改造，让他们成为与巨人实力相当的超级士兵。他们的能力会在紧急状况下觉醒，让后代获得祖先的战斗经验。在亲生父母遇害后，前来救她的艾伦被绑匪劫持，艾伦催促她「战斗吧」，三笠因而觉醒了阿克曼一族的力量。[ch. 6][ep 6]她的母亲是牆內幾乎絕滅的純種東洋人，是希茲爾國（羅馬化：Hizuru）亞茲瑪比特家族（羅馬化：Azumabito-ke）的后代，為客居帕拉迪島的將軍族人，在該國地位很高。[ch. 6][ep 6][GB p. 39]
三笠与艾伦及其他战友一起走出墙外，看到大海后，[ch. 90]艾伦在一次前往国外的调查过程中失踪，并以自己的安危胁迫其他人配合他的军事计划。这一军事行动虽然成功达成了目标，但是回到岛内后艾伦被监禁。[vol. 25, 26]此后艾伦从监禁中逃脱，并与三笠和阿尔敏见面，告诉三笠，她保护艾伦只是因为被阿克曼的习性「强迫」这样做，她实际上只是「家族血统的奴隶」，因此自己从小时候开始就非常讨厌不自由的三笠。三笠非常沮丧，摘下了艾伦送给她的围巾。[vol. 28]艾伦成功与吉克接触后启动了「地鸣」，宣布要踏平整个世界。虽然三笠依然关心艾伦，但她决定加入其他战友和曾经的敌国军人组成的联盟，以阻止艾伦对世界进行屠杀的计划。[vol. 31]在与艾伦战斗的过程中，三笠失去了知觉，并梦见了她和艾伦扔下战友们私奔，生活在一起的场景。三笠醒来后，重新戴上了艾伦送给她的围巾，杀死了艾伦，并与他吻别。[ch. 138]之后，作品以追叙的形式讲述了艾伦向阿尔敏坦白，他实际上深爱着三笠，也很在意战友们，之前的所作所为只是不想让他们涉入自己的屠杀行动中。三笠将艾伦埋葬在他们童年一起玩耍的树下。三笠寿终正寝后过了许多年，现代化的希干希娜区在战争中化为废墟。[ch. 139]

### 其它作品
三笠在《進擊的巨人》、《進擊的巨人2》、《进击的巨人 人类最后之翼》等进击的巨人衍生電子遊戲中登场，也在《碧蓝幻想》等其他作品中客串。

## 反响

### 人气
三笠这一积累了巨大的人气。她在2013年Newtype评选中被评为“女性角色奖”第一名。2016-2017年的Newtype评选中，三笠被选为最受喜爱女性角色第四名。在Anime Awards Selecta Vision中，她被评为“最佳女主角”。石川由依凭借三笠一角荣获第8届声优奖“最佳女配角”奖。第36届Anime Grand Prix“最佳女性角色”第二名。在第三届BTVA动漫配音奖中，三笠的英语配音员西村凭借英语配音获奖。DailyView網路溫度計使用大数据技术对网络上的用户讨论进行分析，得出三笠与艾伦是《进击的巨人》中第二受欢迎的配對。

### 评价
動畫新聞網认为三笠是出色的女英雄角色，也提到她的情感表露都涉及到她对艾伦的爱。作者还认为，衍生作品表明了如果三笠在不同的情境下遇到艾伦，她的性格会与主线剧情中的她不一样，主线剧情中的她也因此而更具有吸引力。THEM Anime Reviews认为三笠比艾伦更有吸引力，因为她冷静的性格和高超的能力在故事中很突出，并且认为这部作品是女性主义的。

### 一手来源
谏山创创作的《进击的巨人》漫画，日文版由講談社出版，中文版由东立出版社出版。
- Vol. 1 (ch. 1–4): 諫山創.  1. 東京都: 講談社. 2010. ISBN 978-4-06-384276-0 （日语）. 
 諫山創.  1. 由張益豐翻译. 台北: 東立出版社. 2011. ISBN 978-986-10-7099-5 （中文（臺灣））.
- Vol. 2 (ch. 5–9): 諫山創.  2. 東京都: 講談社. 2010. ISBN 978-4-06-384338-5 （日语）. 
 諫山創.  2. 由張益豐翻译. 台北: 東立出版社. 2011. ISBN 978-986-10-7100-8 （中文（臺灣））.
- Vol. 3 (ch. 10–13): 諫山創.  3. 東京都: 講談社. 2010. ISBN 978-4-06-384410-8 （日语）. 
 諫山創.  3. 由張益豐翻译. 台北: 東立出版社. 2011. ISBN 978-986-10-7101-5 （中文（臺灣））.
- Vol. 4 (ch. 14–18): 諫山創.  4. 東京都: 講談社. 2011. ISBN 978-4-06-384469-6 （日语）. 
 諫山創.  4. 由張益豐翻译. 台北: 東立出版社. 2011. ISBN 978-986-10-7681-2 （中文（臺灣））.
- Vol. 22 (ch. 87–90): 諫山創.  22. 東京都: 講談社. 2017. ISBN 978-4-06-395909-3 （日语）. 
 諫山創.  22. 由林志昌翻译. 台北: 東立出版社. 2017. ISBN 978-986-486-145-3 （中文（臺灣））.
- Vol. 25 (ch. 99–102): 諫山創.  25. 東京都: 講談社. 2018. ISBN 978-4-06-511201-4 （日语）. 
 諫山創.  25. 由林志昌翻译. 台北: 東立出版社. 2018. ISBN 978-957-26-1138-8 （中文（臺灣））.
- Vol. 26 (ch. 103–106): 諫山創.  26. 東京都: 講談社. 2018. ISBN 978-4-06-512183-2 （日语）. 
 諫山創.  26. 由林志昌翻译. 台北: 東立出版社. 2018. ISBN 978-957-26-1723-6 （中文（臺灣））.
- Vol. 28 (ch. 111–114): 諫山創.  28. 東京都: 講談社. 2019. ISBN 978-4-06-514869-3 （日语）. 
 諫山創.  28. 由林志昌翻译. 台北: 東立出版社. 2019. ISBN 978-957-26-3236-9 （中文（臺灣））.
- Vol. 31 (ch. 123–126): 諫山創.  31. 東京都: 講談社. 2020. ISBN 978-4-06-518689-3 （日语）. 
 諫山創.  31. 由林志昌翻译. 台北: 東立出版社. 2020. ISBN 978-957-26-5135-3 （中文（臺灣））.
- Vol. 34 (ch. 135–139): 諫山創.  34. 東京都: 講談社. 2021. ISBN 978-4-06-523417-4 （日语）. 
 諫山創.  34. 由林志昌翻译. 台北: 東立出版社. 2021. ISBN 978-957-26-7285-3 （中文（臺灣））.

动画：
- 第6话：  . . 2013 （日语）.

公式书：
- Hajime Isayama. . Kodansha Comics. 2014. ISBN 978-1-61262-945-2. – English translation. Originally published in 2013 as two volumes: Shingeki no Kyojin Inside Kou and Shingeki no Kyojin Outside Kou.